# Castillo de Fukuoka
El castillo de Fukuoka (福岡城 Fukuoka-jō?) es un castillo japonés localizado en Fukuoka, Japón. El castillo también es conocido como castillo Maizuru (舞鶴城 Maizuru-jō?) o castillo Seiki (石城 Seiki-jō?). Terminado a comienzos del periodo Edo por el daimyō Kuroda Nagamasa, ha sido decretado Sitio Histórico de Japón por el gobierno de este país.
El castillo se encuentra en el centro de Fukuoka, en lo alto de la montaña Fukusaki. El río Nakagawa (那珂川 Nakagawa?) actúa como un foso natural en el lado este del castillo, mientras que el lado oeste cuenta con una planicie lodosa  como foso natural.

## Historia
En el año 1600, Kuroda Nagamasa recibió una gran recompensa por su contribución en la batalla de Sekigahara por lo que se trasladó a la provincia de Chikuzen. Se estableció en el castillo de Najima (名島城 Najima-jō?) con el fin de fundar el han Fukuoka. El castillo Najima había sido construido por Tachibana Akitoshi y había sido expandido por Kobayakawa Takakage, pero era demasiado pequeño para formar un han grande, por lo que se escogió la colina Fukusaki como lugar del nuevo castillo.
La construcción comenzó en el año 1601. Expertos en la construcción de castillos como Yoshitaka y Noguchi Kazanari (que había trabajado en la construcción del castillo de Edo y el castillo de Osaka) colaboraron con su construcción. El castillo fue terminado en 1607 después de siete años de trabajo con 47 yagura y cubría un área de 47.000 metros cuadrados (el más grande de la región Kyūshū). La fortificación de piedra seca diseñado por Noguchi era impresionante, por lo que el castillo era comúnmente llamado “Castillo de piedra” (Sekijō).
El castillo y el pueblo fueron renombrados entonces como “Fukuoka”.
Se realizaron algunas reparaciones menores durante el periodo Edo, una reparación a gran escala se realizó durante el periodo Bakumatsu.
Con la abolición del sistema han del Periodo Meiji en 1871 se abandonó el castillo. Muchos de los edificios dentro del castillo fueron destruidos o desplazados a otros lugares.
El 29 de agosto de 1957 el castillo fue decretado sitio histórico por el gobierno Japonés. Distintas puertas y yagura fueron decretados como artefactos históricos por el gobierno de la prefectura en 1952, 1957, 1961 y 1971.
Gran parte del antiguo castillo ha sido convertida en el Parque Maizuru, el cual aloja complejos deportivos y un museo de arte. Algunas de las puertas del castillo así como algunos yagura se preservan en el interior del parque.
El remanente de un antiguo Kōrokan (鴻臚館?) (embajada extranjera) fueron encontrados bajo el castillo en 1987, lo cual indica que el castillo era un punto estratégico importante aun en el período Heian. El Kōrokan encontrado es el único de su tipo en Japón.
Parte de la segunda puerta principal fue incendiada en actos de vandalismo en el año 2000.